# Karabük
Karabük est une ville de Turquie, préfecture de la province du même nom. En 2000, sa population s'élève à 121 464 habitants.
Karabük se situe au nord d'Ankara, à environ 200 kilomètres, et à environ 100 kilomètres au sud de la côte de la mer Noire.
Par ailleurs, Karabük se situe sur la route entre Bartin et Ankara, route qui était dans l'Antiquité un itinéraire important entre Amasra sur la côte et l'Anatolie centrale. Le chemin de fer entre Ankara et Zonguldak traverse Karabük.
Safranbolu, une ville historiquement importante, énuméré dans la liste du patrimoine mondial par l'Unesco, est situé dans la province de Karabük.
Le cimentier allemand HeidelbergCement y possède en coentreprise une unité de broyage.
Le nom Karabük vient de la tribu turque appelée Karabörk. Ce nom changea au fil du temps et devint Karabük.Le nom Karabük est une combinaison des mots turcs « kara » signifiant « noir » et « nord », et « bük » signifiant « buisson » et « terre au bord du ruisseau ». Cependant, le fait que le nom d'une tribu turkmène appelée Karabük se trouve dans les livres cadastraux ottomans suggère qu'il pourrait s'agir d'un nom de communauté.